# Берви, Фёдор Васильевич
Фёдор Васи́льевич Бе́рви (англ. Theodor Bervy; 1 [13] октября 1867, Вологда — 25 мая 1943) — известный донецкий врач-хирург, сын В. В. Берви-Флеровского.

## Биография

### Детство и учеба
Родился 1 (13) октября 1867 года в Вологде, где его отец Василий Васильевич, а вместе с ним и жена Ермиона Ивановна находились в ссылке, которая почти непрерывно продолжалось в течение многих лет: Шенкурск, Вологда, Архангельск. Сначала дети получали домашнее образование. Родители ходатайствовали о разрешении отбывать ссылку в городе, где дети смогли бы закончить гимназию. Это стало возможным только в 1876 году в Костроме.
Окончив Костромскую гимназию, в 1885 году поступил на естественное отделение физико-математического факультета Санкт-Петербургского университета. Это был сложный период политической реакции, контрреформ. Действовал новый устав, отменивший автономию университетов. В 1886 году Ф. Берви принял участие в студенческих собраниях и был арестован в числе самых активных участников событий. Достаточных доказательств вины не было, поэтому дело в суд не передавалось, но Берви был исключён из университета и административно выслан из Петербурга. В течение двух лет продолжались попытки поступить в университеты: Московский, Харьковский, Томский. Стечение обстоятельств помешало восстановлению обучения в Казани: руководство Казанского университета собиралось согласиться на приём Берви — в память о его деде — профессоре этого университета Василии Фёдоровиче Берви, но не зная об этом, Фёдор обратился к министру просвещения с такой просьбой и получил резкий отказ.
Продолжить обучение ему удалось в Дерптском университете. О Берви ходатайствовал известный учёный П. Ф. Лесгафт, которого поддержал университетский профессор Август Раубер. В ответ на попытку министра настаивать на своём запрете группа преподавателей пригрозила уйти в отставку. В 1888 году Ф. Берви поступил на третий курс медицинского факультета. На последнем курсе он принял участие в отряде общественной помощи в районах тифозной и холерной эпидемии, которым руководил В. И. Вернадский, что оказало влияние на дальнейшую жизнь Берви: отказавшись от политической деятельности, он полностью посвятил себя медицине. Показательным для общественной позиции Берви стало его решение стать заводским врачом, несмотря на возможность академической карьеры.

### Медицинская практика
В 1920-30-е годы происходит специализация медицинской помощи: в самостоятельные отрасли выделяются хирургия, травматология, рентгенология, у истоков которых стоял Ф. Берви. К 1925 году он работал рентгенологом и заведующим рентген-кабинетом в Сталино.
К 1923 году Ф. Берви продолжал работать в 1-й Советской (заводской) больнице, которая была центром оказания хирургической помощи. Когда было принято решение сконцентрировать хирургическую помощь во 2-й Советской (земской) больнице, Ф. Берви возглавил хирургическое отделение. В 1924 году в ней начал работать В. М. Богословский, а Берви продолжал возглавлять травматологическую службу, хотя официальные государственные решения об организации травматологической службы были приняты лишь в 1926 году. Когда в 1927 году было создано большое самостоятельное травматологическое отделение на 55 коек, его возглавил Ф. Берви. Оно стало научно-методической и организационной базой кафедры травматологии Сталинского медицинского института, созданной в 1934 году. В 1928 году, в знак признания заслуг Ф. Берви, хирургическая секция Донецкого единого научного общества избрала его своим почётным председателем.
В середине 1930-х годов здоровье Берви ухудшается, и, как пишет его сын, он принимает тяжёлое для себя и мужественное решение оставить хирургическую практику. Свой опыт он продолжает передавать, работая консультантом.
О большой популярности Берви говорит тот факт, что в городе широко отмечались юбилеи его врачебного деятельности (30, 35, 40 и 45 лет). В Донецком государственном областном краеведческом музее экспонируется статуя рабочего-вальцовщика, сделанного на Сталинском металлургическом заводе — подарок коллектива Ф. Берви в 1938 году.
В 1941 году по состоянию здоровья Фёдор Васильевич не смог эвакуироваться. Он умер 25 мая 1943 года во время немецко-фашистской оккупации Сталино.

## Память
Память Ф. Берви увековечена в экспозициях музеев, его имя носит одна из улиц Донецка.
В 2017 г. "Почта Донбасса" (ДНР) выпустила марку к 150-летию Ф.Берви.